# مارك د. ماكدونل
مارك د. ماكدونل (بالإنجليزية: Mark D. McDonnell)‏ هو رياضياتي ومهندس أسترالي، ولد في 28 فبراير 1975 في أديلايد في أستراليا.